# 30259 Catherineli
30259 Catherineli este un asteroid din centura principală de asteroizi.

## Descriere
30259 Catherineli este un asteroid din centura principală de asteroizi. A fost descoperit pe 27 aprilie 2000 la Socorro, New Mexico, în cadrul proiectului LINEAR. Asteroidul prezintă o orbită caracterizată de o semiaxă mare de 2,25 ua, o excentricitate de 0,19 și o înclinație de 6,4° în raport cu ecliptica.